# Lycodon effraenis
Espèce
Statut de conservation UICN

 LC  : Préoccupation mineure
Lycodon effraenis est une espèce de serpents de la famille des Colubridae.

## Répartition
Cette espèce se rencontre :
- en Indonésie, à Sumatra et au Kalimantan ;
- en Malaisie péninsulaire et orientale, y compris sur les îles de Penang et Tioman ;
- en Thaïlande, dans la province de Nakhon Si Thammarat.

## Publication originale
- Cantor, 1847 : Catalogue of reptiles inhabiting the Malayan Peninsula and Islands. Journal of the Asiatic Society of Bengal, vol. 16, no 2, p. 607-656, 897-952 & 1026-1078 (texte intégral).